# 버섯차

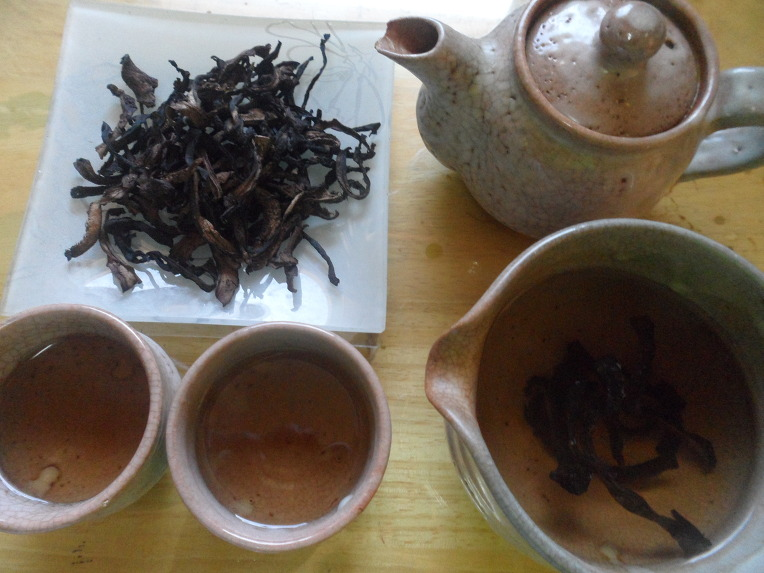
능지차

버섯차는 식용 버섯/약용 버섯, 환각버섯을 이용하여 만든, 물에 버섯을 우려 만든 차이다. 환각을 일으키는 버섯의 활성 성분은 실로시빈이며 약용 버섯의 활성 성분은 베타글루칸이다.

## 허브차
- 차가버섯
- 노루궁뎅이
- 잎새버섯

### 한국
- 능이차: 노루털버섯
- 느타리차: 느타리
- 표고차: 표고
- 상황차: 목질진흙버섯
- 영지차: 영지

## 같이 보기
- 콤부차